# Selección de fútbol sub-17 de Benín
La Selección de fútbol sub-17 de Benín es el equipo que representa al país en el Mundial Sub-17 y en el Campeonato Africano Sub-17; y es controlado por la Federación Beninesa de Fútbol.

## Participaciones

### Mundial Sub-17
| Año                         | Fase            | Posición        | PJ              | PG              | PE              | PP              | GF              | GC              |
| --------------------------- | --------------- | --------------- | --------------- | --------------- | --------------- | --------------- | --------------- | --------------- |
| China 1985                  | No se clasificó | No se clasificó | No se clasificó | No se clasificó | No se clasificó | No se clasificó | No se clasificó | No se clasificó |
| Canadá 1987                 | No se clasificó | No se clasificó | No se clasificó | No se clasificó | No se clasificó | No se clasificó | No se clasificó | No se clasificó |
| Escocia 1989                | No se clasificó | No se clasificó | No se clasificó | No se clasificó | No se clasificó | No se clasificó | No se clasificó | No se clasificó |
| Italia 1991                 | No se clasificó | No se clasificó | No se clasificó | No se clasificó | No se clasificó | No se clasificó | No se clasificó | No se clasificó |
| Japón 1993                  | No se clasificó | No se clasificó | No se clasificó | No se clasificó | No se clasificó | No se clasificó | No se clasificó | No se clasificó |
| Ecuador 1995                | No se clasificó | No se clasificó | No se clasificó | No se clasificó | No se clasificó | No se clasificó | No se clasificó | No se clasificó |
| Egipto 1997                 | No se clasificó | No se clasificó | No se clasificó | No se clasificó | No se clasificó | No se clasificó | No se clasificó | No se clasificó |
| Nueva Zelanda 1999          | No se clasificó | No se clasificó | No se clasificó | No se clasificó | No se clasificó | No se clasificó | No se clasificó | No se clasificó |
| Trinidad y Tobago 2001      | No se clasificó | No se clasificó | No se clasificó | No se clasificó | No se clasificó | No se clasificó | No se clasificó | No se clasificó |
| Finlandia 2003              | No se clasificó | No se clasificó | No se clasificó | No se clasificó | No se clasificó | No se clasificó | No se clasificó | No se clasificó |
| Perú 2005                   | No se clasificó | No se clasificó | No se clasificó | No se clasificó | No se clasificó | No se clasificó | No se clasificó | No se clasificó |
| Corea del Sur 2007          | No se clasificó | No se clasificó | No se clasificó | No se clasificó | No se clasificó | No se clasificó | No se clasificó | No se clasificó |
| Nigeria 2009                | No se clasificó | No se clasificó | No se clasificó | No se clasificó | No se clasificó | No se clasificó | No se clasificó | No se clasificó |
| México 2011                 | No se clasificó | No se clasificó | No se clasificó | No se clasificó | No se clasificó | No se clasificó | No se clasificó | No se clasificó |
| Emiratos Árabes Unidos 2013 | No se clasificó | No se clasificó | No se clasificó | No se clasificó | No se clasificó | No se clasificó | No se clasificó | No se clasificó |
| Chile 2015                  | No se clasificó | No se clasificó | No se clasificó | No se clasificó | No se clasificó | No se clasificó | No se clasificó | No se clasificó |
| India 2017                  | No se clasificó | No se clasificó | No se clasificó | No se clasificó | No se clasificó | No se clasificó | No se clasificó | No se clasificó |
| Brasil 2019                 | No se clasificó | No se clasificó | No se clasificó | No se clasificó | No se clasificó | No se clasificó | No se clasificó | No se clasificó |
| Indonesia 2023              | No se clasificó | No se clasificó | No se clasificó | No se clasificó | No se clasificó | No se clasificó | No se clasificó | No se clasificó |
| Total                       | 0/19            | 0º              | 0               | 0               | 0               | 0               | 0               | 0               |

### Campeonato Africano Sub-17
| CAF U-17 Championship | CAF U-17 Championship | CAF U-17 Championship | CAF U-17 Championship | CAF U-17 Championship | CAF U-17 Championship | CAF U-17 Championship | CAF U-17 Championship |
| Año                   | Ronda                 | J                     | G                     | E                     | P                     | GF                    | GC                    |
| --------------------- | --------------------- | --------------------- | --------------------- | --------------------- | --------------------- | --------------------- | --------------------- |
| 1995                  | Abandonó el torneo    | Abandonó el torneo    | Abandonó el torneo    | Abandonó el torneo    | Abandonó el torneo    | Abandonó el torneo    | Abandonó el torneo    |
| 1997                  | No clasificó          | No clasificó          | No clasificó          | No clasificó          | No clasificó          | No clasificó          | No clasificó          |
| 1999                  | No clasificó          | No clasificó          | No clasificó          | No clasificó          | No clasificó          | No clasificó          | No clasificó          |
| 2001                  | No participó          | No participó          | No participó          | No participó          | No participó          | No participó          | No participó          |
| 2003                  | No participó          | No participó          | No participó          | No participó          | No participó          | No participó          | No participó          |
| 2005                  | No participó          | No participó          | No participó          | No participó          | No participó          | No participó          | No participó          |
| 2007                  | Abandonó el torneo    | Abandonó el torneo    | Abandonó el torneo    | Abandonó el torneo    | Abandonó el torneo    | Abandonó el torneo    | Abandonó el torneo    |
| 2009                  | No clasificó          | No clasificó          | No clasificó          | No clasificó          | No clasificó          | No clasificó          | No clasificó          |
| 2011                  | No clasificó          | No clasificó          | No clasificó          | No clasificó          | No clasificó          | No clasificó          | No clasificó          |
| 2013                  | No clasificó          | No clasificó          | No clasificó          | No clasificó          | No clasificó          | No clasificó          | No clasificó          |
| 2015                  | Descalificado         | Descalificado         | Descalificado         | Descalificado         | Descalificado         | Descalificado         | Descalificado         |
| 2017                  | No clasificó          | No clasificó          | No clasificó          | No clasificó          | No clasificó          | No clasificó          | No clasificó          |
| 2019                  | No clasificó          | No clasificó          | No clasificó          | No clasificó          | No clasificó          | No clasificó          | No clasificó          |
| 2023                  | No clasificó          | No clasificó          | No clasificó          | No clasificó          | No clasificó          | No clasificó          | No clasificó          |
| Total                 | 0/14                  | -                     | -                     | -                     | -                     | -                     | -                     |